# Persone di nome Edwin
| Questa pagina contiene informazioni ricavate automaticamente dalle voci biografiche con l'ausilio del template Bio e di un bot. L'aggiornamento è periodico e automatico e ricostruisce completamente la pagina. Se manca una persona in questa lista, sei pregato di non aggiungerla, ma accertati piuttosto che la sua voce biografica contenga il template Bio e che i dati anagrafici siano correttamente compilati. Se il template Bio manca, inseriscilo tu stesso o, in alternativa, metti l'avviso {{tmp\|Bio}} che ne segnala la mancanza. Se i dati riportati sono sbagliati, correggi direttamente la voce biografica; le modifiche saranno visibili in questa lista entro pochi giorni. Per chiarimenti vedi il progetto antroponimi. La lista contiene solo le 230 persone che sono citate nell'enciclopedia e per le quali è stato implementato correttamente il template Bio. Pagina aggiornata al 6 ago 2025. |

Questa è una lista di persone presenti nell'enciclopedia che hanno il nome Edwin, suddivise per attività principale.

## Allenatori di calcio(8)
- Edwin van Ankeren, allenatore di calcio e ex calciatore olandese (Amsterdam, n. 1968)
- Eddie Firmani, allenatore di calcio e ex calciatore sudafricano (Città del Capo, n. 1933)
- Edwin de Graaf, allenatore di calcio e ex calciatore olandese (L'Aia, n. 1980)
- Edwin Grünholz, allenatore di calcio, ex calciatore e ex giocatore di calcio a 5 olandese (L'Aia, n. 1969)
- Edwin Linssen, allenatore di calcio e ex calciatore olandese (Neeritter, n. 1980)
- Eddie May, allenatore di calcio e calciatore inglese (Epping, n. 1943 - Barry, † 2012)
- Edwin Pavón, allenatore di calcio honduregno (La Lima, n. 1962 - La Lima, † 2018)
- Edwin Vurens, allenatore di calcio e ex calciatore olandese (Stompwijk, n. 1968)

## Allenatori di pallacanestro(1)
- Ed Jucker, allenatore di pallacanestro statunitense (Norwood, n. 1916 - Callawassie Island, † 2002)

## Allenatori di pallavolo(1)
- Edwin Benne, allenatore di pallavolo e ex pallavolista olandese (Amersfoort, n. 1965)

## Architetti(2)
- Maxwell Fry, architetto britannico (Wallasey, n. 1899 - Cotherstone, † 1987)
- Edwin Lutyens, architetto e designer britannico (Londra, n. 1869 - Londra, † 1944)

## Astisti(1)
- Edwin Myers, astista statunitense (Hinsdale, n. 1896 - Evanston, † 1978)

## Astronomi(7)
- Edwin Francis Carpenter, astronomo statunitense (Boston, n. 1898 - Tucson, † 1963)
- Edwin Foster Coddington, astronomo statunitense (Contea di Miami, n. 1870 - Columbus, † 1950)
- Edwin Brant Frost, astronomo statunitense (Brattleboro, n. 1866 - Chicago, † 1935)
- Edwin Holmes, astronomo inglese (n. 1842 - † 1919)
- Edwin Hubble, astronomo e astrofisico statunitense (Marshfield, n. 1889 - San Marino, † 1953)
- Edwin Ernest Salpeter, astronomo austriaco (Vienna, n. 1924 - Ithaca, † 2008)
- Edwin E. Sheridan, astronomo statunitense

## Attori(9)
- Edwin August, attore, regista e sceneggiatore statunitense (Saint Louis, n. 1883 - Hollywood, † 1964)
- Edwin Hodge, attore statunitense (Jacksonville, n. 1985)
- Edwin Luisi, attore brasiliano (San Paolo, n. 1947)
- Edwin Marian, attore e regista tedesco (Łódź, n. 1928 - Monaco di Baviera, † 2018)
- Edwin Neal, attore e doppiatore statunitense (Houston, n. 1945)
- Edwin Noël, attore tedesco (Rimpar, n. 1944 - Monaco di Baviera, † 2004)
- Edwin R. Phillips, attore e regista statunitense (Providence, n. 1872 - New York, † 1915)
- Eddie Velez, attore statunitense (New York, n. 1958)
- Ed Williams, attore e comico statunitense (San Jose, n. 1926)

## Attori teatrali(2)
- Edwin Booth, attore teatrale statunitense (Belair, n. 1833 - New York, † 1893)
- Edwin Forrest, attore teatrale statunitense (Filadelfia, n. 1806 - † 1872)

## Avvocati(1)
- Edwin Ernesto Ayala, avvocato e giornalista salvadoregno (Ilopango, n. 1966)

## Batteristi(1)
- Ed Shaughnessy, batterista statunitense (Jersey City, n. 1929 - Calabasas, † 2013)

## Biochimici(1)
- Edwin Krebs, biochimico statunitense (Lansing, n. 1918 - † 2009)

## Biologi(3)
- Edwin Conklin, biologo e zoologo statunitense (Waldo, n. 1863 - Princeton, † 1952)
- Edwin Ray Lankester, biologo e zoologo britannico (Londra, n. 1847 - Londra, † 1929)
- Edwin Mellor Southern, biologo britannico (Burnley, n. 1938)

## Calciatori(41)
- Edwin Aguilar, ex calciatore panamense (Panama, n. 1985)
- Ronaldo Ariza, calciatore colombiano (Bogotà, n. 1998)
- Edwin Banguera, calciatore colombiano (Cali, n. 1996)
- Ray Bowden, calciatore inglese (Looe, n. 1909 - Plymouth, † 1998)
- Edwin Camilleri, ex calciatore maltese (n. 1963)
- Edwin Cardona, calciatore colombiano (Medellín, n. 1992)
- Fabry Castro, calciatore colombiano (n. 1992)
- Edwin Cerrillo, calciatore statunitense (Waco, n. 2000)
- Edwin Congo, ex calciatore colombiano (Bogotà, n. 1976)
- Edwin Dutton, calciatore tedesco (Mittelwalde, n. 1890 - Wilmslow, † 1972)
- Edwin Eziyodawe, ex calciatore nigeriano (Benin City, n. 1988)
- Edwin Farrugia, ex calciatore maltese (n. 1952)
- Edwin González, calciatore guatemalteco (Città del Guatemala, n. 1982)
- Edwin González, ex calciatore salvadoregno (Usulután, n. 1977)
- Edwin Gorter, ex calciatore olandese (L'Aia, n. 1963)
- Eddie Gray, ex calciatore e allenatore di calcio scozzese (Glasgow, n. 1948)
- Edwin Gyasi, calciatore ghanese (Amsterdam, n. 1991)
- Edwin Gyimah, calciatore ghanese (Sekondi-Takoradi, n. 1991)
- Edwin Hernández, ex calciatore messicano (Pachuca, n. 1986)
- Edwin Herrera, calciatore colombiano (Cartagena de Indias, n. 1998)
- Patricio Hurtado, ex calciatore ecuadoriano (n. 1970)
- Edwin Ifeanyi, ex calciatore camerunese (n. 1972)
- Edwin Luntley, calciatore inglese (n. 1857 - † 1921)
- Edwin Mosquera, calciatore colombiano (Quibdó, n. 2001)
- Eddie Mosscrop, calciatore inglese (Southport, n. 1892 - † 1980)
- Edwin Ouon, ex calciatore francese (Aubervilliers, n. 1981)
- Edwin Phiri, ex calciatore zambiano (n. 1983)
- Edwin Retamoso, calciatore peruviano (Abancay, n. 1982)
- Edwin Rodríguez, calciatore honduregno (Quimistán, n. 1999)
- Edwin Santibáñez, ex calciatore messicano (Torreón, n. 1980)
- Edwin Schulz, calciatore austriaco (Gloggnitz, n. 1883 - Woy Woy, † 1958)
- Edwin Solano, calciatore honduregno (La Ceiba, n. 1996)
- Edwin Sánchez Vigil, calciatore salvadoregno (Santa Tecla, n. 1990)
- Edwin Tenorio, ex calciatore ecuadoriano (Esmeraldas, n. 1976)
- Edwin Uehara, ex calciatore peruviano (Lima, n. 1969)
- Edwin Valencia, ex calciatore colombiano (Florida, n. 1985)
- Edwin Sydney Vanspaul, calciatore indiano (Neyveli, n. 1992)
- Edwin Velasco, calciatore colombiano (Padilla, n. 1991)
- Edwin Villafuerte, ex calciatore ecuadoriano (Guayaquil, n. 1979)
- Edwin Villatoro, ex calciatore guatemalteco (Città del Guatemala, n. 1980)
- Edwin Zoetebier, ex calciatore olandese (Purmerend, n. 1970)

## Canottieri(2)
- Edwin Graves, canottiere statunitense (n. 1897 - † 1986)
- Edwin Hedley, canottiere statunitense (Filadelfia, n. 1864 - Filadelfia, † 1947)

## Cantanti(4)
- Win Butler, cantante, bassista e chitarrista statunitense (Truckee, n. 1980)
- Eddie Fisher, cantante e attore statunitense (Filadelfia, n. 1928 - Berkeley, † 2010)
- Edwin McCain, cantante statunitense (Greenville, n. 1970)
- Ñengo Flow, cantante e rapper portoricano (San Juan, n. 1981)

## Cardinali(1)
- Edwin Frederick O'Brien, cardinale e arcivescovo cattolico statunitense (New York, n. 1939)

## Cestisti(12)
- Leroy Combs, ex cestista statunitense (Oklahoma City, n. 1961)
- Edwin Draughan, ex cestista statunitense (Lakewood, n. 1982)
- Ed Earle, cestista statunitense (Chicago, n. 1927 - Park Ridge, † 2009)
- Bulbs Ehlers, cestista, giocatore di baseball e allenatore di pallacanestro statunitense (Joliet, n. 1923 - South Bend, † 2013)
- Edwin Jackson, cestista francese (Pau, n. 1989)
- Whitey Kachan, cestista statunitense (Chicago, n. 1925 - Glenview, † 1993)
- Eddie Miller, cestista statunitense (New Rochelle, n. 1931 - Boca Raton, † 2014)
- Eddie Oram, cestista statunitense (Miles City, n. 1914 - Arcadia, † 2004)
- Edwin Pellot, ex cestista portoricano (n. 1963)
- Edwin Sánchez Pinto, ex cestista messicano (Tizimín, n. 1973)
- Ed Searcy, ex cestista statunitense (New York, n. 1952)
- Edwin Ubiles, ex cestista statunitense (Brooklyn, n. 1986)

## Chimici(1)
- Edwin West Allen, chimico statunitense (Amherst, n. 1864 - † 1929)

## Chitarristi(1)
- Punky Meadows, chitarrista statunitense (Washington, n. 1950)

## Compositori(3)
- York Bowen, compositore inglese (Crouch Hill, n. 1884 - Londra, † 1961)
- Edi Bär, compositore, sassofonista e clarinettista svizzero (Oetwil am See, n. 1913 - † 2008)
- Edwin Carr, compositore neozelandese (Auckland, n. 1926 - Isola Waiheke, † 2003)

## Criminologi(1)
- Edwin Sutherland, criminologo statunitense (Gibbon, n. 1883 - Bloomington, † 1950)

## Diplomatici(1)
- Edwin Wallace Stoughton, diplomatico, avvocato e saggista statunitense (Springfield, n. 1818 - New York, † 1882)

## Dirigenti sportivi(1)
- Edwin van der Sar, dirigente sportivo e ex calciatore olandese (Voorhout, n. 1970)

## Economisti(1)
- Edwin Cannan, economista inglese (Funchal, n. 1861 - Bournemouth, † 1935)

## Educatori(1)
- Edwin Gräupl, educatore austriaco (Villaco, n. 1941)

## Egittologi(2)
- Edwin C. Brock, egittologo statunitense (n. 1946 - Il Cairo, † 2015)
- Edwin Smith, egittologo e collezionista d'arte statunitense (Bridgeport, n. 1822 - † 1906)

## Entomologi(1)
- Edwin Felix Thomas Atkinson, entomologo irlandese (Tipperary, n. 1840 - Calcutta, † 1890)

## Fisici(3)
- Edwin Hall, fisico statunitense (Gorham, n. 1855 - Cambridge, † 1938)
- Edwin Thompson Jaynes, fisico e statistico statunitense (Waterloo, n. 1922 - Saint Louis, † 1998)
- Edwin McMillan, fisico statunitense (Redondo Beach, n. 1907 - El Cerrito, † 1991)

## Generali(6)
- Edwin Alderson, generale britannico (Capel St. Mary, n. 1859 - Lowestoft, † 1927)
- Edwin Gray Lee, generale statunitense (Bedford, n. 1836 - Yellow Sulphur Springs, † 1870)
- Edwin von Manteuffel, generale tedesco (Dresda, n. 1809 - Karlsbad, † 1885)
- Edwin Morris, generale britannico (Greenwich, n. 1889 - Normandy, † 1970)
- Edwin Vose Sumner, generale statunitense (Boston, n. 1797 - Syracuse, † 1863)
- Edwin Walker, generale statunitense (Contea di Kerr, n. 1909 - Dallas, † 1993)

## Giocatori di badminton(1)
- Edwin Ekiring, ex giocatore di badminton ugandese (Kampala, n. 1983)

## Giocatori di baseball(4)
- Edwin Díaz, giocatore di baseball portoricano (Naguabo, n. 1994)
- Edwin Encarnación, giocatore di baseball dominicano (La Romana, n. 1983)
- Eddie Mathews, giocatore di baseball e allenatore di baseball statunitense (Texarkana, n. 1931 - La Jolla, † 2001)
- Duke Snider, giocatore di baseball statunitense (Los Angeles, n. 1926 - Escondido, † 2011)

## Giocatori di calcio a 5(1)
- Edwin Cubillo, giocatore di calcio a 5 costaricano (San Juan de Dios, n. 1987)

## Giocatori di football americano(5)
- Edwin Baker, giocatore di football americano statunitense (Highland Park, n. 1991)
- Ed Fisher, ex giocatore di football americano statunitense (Stockton, n. 1949)
- E.J. Gaines, giocatore di football americano statunitense (Independence, n. 1991)
- Edwin Bailey, ex giocatore di football americano statunitense (Savannah, n. 1959)
- Alex Smith, ex giocatore di football americano statunitense (Denver, n. 1982)

## Golfisti(1)
- Edwin Hunter, golfista e tennista statunitense (Fond du Lac, n. 1874 - St. Joseph, † 1935)

## Hockeisti su ghiaccio(1)
- Ted Frazier, hockeista su ghiaccio statunitense (Stoneham, n. 1907 - Melrose, † 1971)

## Imprenditori(1)
- Edwin Corning, imprenditore e politico statunitense (Albany, n. 1883 - Bar Harbor, † 1934)

## Informatici(1)
- Edwin Catmull, informatico, dirigente d'azienda e imprenditore statunitense (Parkersburg, n. 1945)

## Ingegneri(3)
- Edwin Cerio, ingegnere, scrittore e naturalista italiano (Capri, n. 1875 - Capri, † 1960)
- Edwin Foresman Schoch, ingegnere e militare statunitense (Oakmont, n. 1916 - Elsberry, † 1951)
- Edwin C. Hahn, ingegnere statunitense (n. 1888 - Los Angeles, † 1942)

## Insegnanti(1)
- E.B. Henderson, insegnante statunitense (Washington, n. 1883 - † 1977)

## Inventori(2)
- Edwin Drake, inventore statunitense (Greenville, n. 1819 - Bethlehem, † 1880)
- Edwin Land, inventore e imprenditore statunitense (Bridgeport, n. 1909 - Cambridge, † 1991)

## Linguisti(1)
- Edwin O. Reischauer, linguista, orientalista e diplomatico statunitense (Tokyo, n. 1910 - La Jolla, † 1990)

## Medici(1)
- Edwin Katzen-Ellenbogen, medico polacco (Ivano-Frankivs'k, n. 1882 - † 1955)

## Mezzofondisti(2)
- Teddy Flack, mezzofondista, maratoneta e tennista australiano (Islington, n. 1873 - Berwick, † 1935)
- Edwin Soi, mezzofondista keniota (Kericho, n. 1986)

## Nobili(2)
- Edwin, conte di Mercia, nobile anglosassone († 1071)
- Edwin Wyndham-Quin, III conte di Dunraven e Mount-Earl, nobile, politico e archeologo irlandese (Londra, n. 1812 - † 1871)

## Oculisti(1)
- Edwin Theodor Saemisch, oculista tedesco (Luckau, n. 1833 - Bonn, † 1909)

## Ostacolisti(1)
- Edwin Moses, ex ostacolista statunitense (Dayton, n. 1955)

## Paleontologi(2)
- Edwin Colbert, paleontologo statunitense (Clarinda, n. 1905 - Flagstaff, † 2001)
- Edwin Hennig, paleontologo tedesco (Berlino, n. 1882 - Tubinga, † 1977)

## Pallanuotisti(3)
- Edwin Knox, pallanuotista statunitense (Arapahoe, n. 1914 - Longview, † 2004)
- Cliff Spooner, ex pallanuotista britannico (Newport, n. 1933)
- Edwin Swatek, pallanuotista e nuotatore statunitense (Chicago, n. 1885 - Oxnard, † 1966)

## Pallavolisti(2)
- Edwin Aquino, pallavolista portoricano (n. 1984)
- Edwin Montaño, pallavolista venezuelano (n. 1978)

## Pianisti(2)
- Edwin Fischer, pianista e direttore d'orchestra svizzero (Basilea, n. 1886 - Zurigo, † 1960)
- Edwin Hawkins, pianista, compositore e direttore di coro statunitense (Oakland, n. 1943 - Pleasanton, † 2018)

## Pistard(2)
- Edwin Ávila, pistard e ciclista su strada colombiano (Cali, n. 1989)
- Teddy Billington, pistard statunitense (Southampton, n. 1882 - Pine Brook, † 1966)

## Pittori(6)
- Edwin Austin Abbey, pittore statunitense (Filadelfia, n. 1852 - Londra, † 1911)
- Edwin Landseer, pittore e scultore britannico (Londra, n. 1802 - Londra, † 1873)
- Edwin Long, pittore inglese (Bath, n. 1829 - Hampstead, † 1891)
- Cy Twombly, pittore statunitense (Lexington, n. 1928 - Roma, † 2011)
- Victor Pasmore, pittore inglese (Chelsham, n. 1908 - Gudia, † 1998)
- Edwin Lord Weeks, pittore statunitense (Boston, n. 1849 - Parigi, † 1903)

## Poeti(5)
- Edwin Atherstone, poeta e drammaturgo britannico (Nottingham, n. 1788 - Bath, † 1872)
- Edwin Denby, poeta e scrittore statunitense (Tientsin, n. 1903 - Searsmont, † 1983)
- Edwin Markham, poeta e docente statunitense (Oregon City, n. 1852 - New York, † 1940)
- Edwin Muir, poeta, scrittore e traduttore britannico (Deerness, n. 1887 - Swaffham Prior, † 1959)
- Edwin Arlington Robinson, poeta statunitense (Head Tide, n. 1869 - New York, † 1935)

## Politici(16)
- Edwin H. Conger, politico e ambasciatore statunitense (Contea di Knox, n. 1843 - Pasadena, † 1907)
- Edwin Denby, politico statunitense (Evansville, n. 1870 - Detroit, † 1929)
- Edwin Edwards, politico statunitense (Marksville, n. 1927 - Gonzales, † 2021)
- Edwin Escobar Hill, politico guatemalteco (Villa Nueva, n. 1969)
- Jake Garn, politico e astronauta statunitense (Richfield, n. 1932)
- Edwin Leather, politico e scrittore canadese (Toronto, n. 1919 - † 2005)
- Ed Lee, politico statunitense (Seattle, n. 1952 - San Francisco, † 2017)
- Edwin Linkomies, politico, latinista e lessicografo finlandese (Viipuri, n. 1894 - Helsinki, † 1963)
- Edwin Meese, politico e avvocato statunitense (Oakland, n. 1931)
- Edwin Samuel Montagu, politico britannico (Londra, n. 1879 - Londra, † 1924)
- Edwin D. Morgan, politico statunitense (Washington, n. 1811 - New York City, † 1883)
- Ed Perlmutter, politico e avvocato statunitense (Denver, n. 1953)
- Edwin Poots, politico britannico (Lisburn, n. 1965)
- Mervyn Storey, politico britannico (Armoy, n. 1964)
- Duncan Sandys, politico britannico (Sandford Orcas, n. 1908 - Londra, † 1987)
- Edwin McMasters Stanton, politico statunitense (Steubenville, n. 1814 - Washington, † 1869)

## Produttori cinematografici(1)
- Edwin Thanhouser, produttore cinematografico statunitense (Baltimora, n. 1865 - New York, † 1956)

## Psichiatri(1)
- Edwin Tietjens, psichiatra tedesco (San Pietroburgo, n. 1894 - Berlino, † 1944)

## Psicologi(2)
- Edwin Boring, psicologo statunitense (Filadelfia, n. 1886 - Cambridge, † 1968)
- Edwin S. Shneidman, psicologo statunitense (York, n. 1918 - Los Angeles, † 2009)

## Pugili(2)
- Edwin Rosario, pugile portoricano (Toa Baja, n. 1963 - Toa Baja, † 1997)
- Edwin Valero, pugile venezuelano (Mérida, n. 1981 - Valencia, † 2010)

## Registi(6)
- Edwin Brienen, regista e sceneggiatore olandese (Alkmaar, n. 1971)
- Edwin Carewe, regista, attore e produttore cinematografico statunitense (Gainesville, n. 1883 - Hollywood, † 1940)
- Edwin J. Collins, regista britannico (Cheltenham, n. 1875 - † 1937)
- Edwin L. Marin, regista statunitense (Jersey City, n. 1899 - Los Angeles, † 1951)
- Edwin McKim, regista, sceneggiatore e attore statunitense (n. 1868 - † 1942)
- Ed Sabol, regista statunitense (Atlantic City, n. 1916 - Scottsdale, † 2015)

## Sceneggiatori(2)
- Edwin J. Burke, sceneggiatore e commediografo statunitense (Albany, n. 1889 - New York, † 1944)
- Edwin Lanham, sceneggiatore e scrittore statunitense (Weatherford, n. 1904 - † 1979)

## Scenografi(1)
- Edwin B. Willis, scenografo statunitense (Decatur, n. 1893 - Los Angeles, † 1963)

## Schermidori(1)
- Edwin Richards, schermidore statunitense (Boston, n. 1929 - Las Vegas, † 2012)

## Scrittori(6)
- Edwin Abbott Abbott, scrittore, teologo e pedagogista britannico (Marylebone, n. 1838 - Hampstead, † 1926)
- Edwin Erich Dwinger, scrittore e militare tedesco (Kiel, n. 1898 - Gmund am Tegernsee, † 1981)
- DuBose Heyward, scrittore e commediografo statunitense (Charleston, n. 1885 - Tryon, † 1940)
- Edwin O'Connor, scrittore e giornalista statunitense (Providence, n. 1918 - Boston, † 1968)
- Tom Harper, scrittore inglese (Francoforte sul Meno, n. 1977)
- E. C. Tubb, scrittore britannico (Londra, n. 1919 - Londra, † 2010)

## Scrittori di fantascienza(1)
- Edwin Lester Arnold, scrittore di fantascienza inglese (Swanscombe, n. 1857 - Swanscombe, † 1935)

## Scultori(1)
- Edwin Scharff, scultore tedesco (Nuova Ulma, n. 1887 - Amburgo, † 1955)

## Snowboarder(1)
- Edwin Coratti, snowboarder italiano (Silandro, n. 1991)

## Storici(3)
- Edwin Johnson, storico inglese (Upton, n. 1842 - † 1901)
- Lawrence James, storico britannico (Bath, n. 1943)
- Edwin Yamauchi, storico e biblista giapponese (Hilo, n. 1937)

## Tastieristi(2)
- Edwin Birdsong, tastierista e organista statunitense (Los Angeles, n. 1941 - Inglewood, † 2019)
- Eddie Jobson, tastierista e violinista britannico (Billingham, n. 1955)

## Tennisti(2)
- Edwin Biedermann, tennista britannico (Londra, n. 1877 - Londra, † 1929)
- Edwin Kempes, ex tennista olandese (Amsterdam, n. 1976)

## Teorici della musica(1)
- Edwin Gordon, teorico della musica e musicista statunitense (Stamford, n. 1927 - Mason City, † 2015)

## Tiratori a segno(1)
- Edwin Vásquez, tiratore a segno peruviano (n. 1922 - † 1993)

## Tiratori di fune(1)
- Edwin Mills, tiratore di fune britannico (Stretton Baskerville, n. 1878 - Ashby-de-la-Zouch, † 1946)

## Tuffatori(2)
- Edwin Jongejans, tuffatore olandese (Amstelveen, n. 1966)
- Harold Smith, tuffatore statunitense (Ontario, n. 1909 - La Jolla, † 1958)

## Velocisti(2)
- Edwin Roberts, ex velocista trinidadiano (Port of Spain, n. 1941)
- Edwin Skinner, ex velocista trinidadiano (Port of Spain, n. 1940)

## Vescovi cattolici(1)
- Edwin Mulandu, vescovo cattolico zambiano (Mufulira, n. 1969)

## Wrestler(1)
- Primo, wrestler portoricano (San Juan, n. 1982)

## Senza attività specificata(3)
- Edwin Howard Armstrong, ingegnere elettrico e inventore statunitense (New York City, n. 1890 - New York City, † 1954)
- Edwin, figlio di Edoardo il Vecchio († 933)
- Eddie Kramer, tecnico del suono e fotografo sudafricano (Città del Capo, n. 1942)